# اریکا گراسیا
اریکا گراسیا (انگلیسی: Ericka Gracia؛ زادهٔ ۳۰ ژوئیهٔ ۱۹۸۹) بازیکن فوتبال اهل اکوادور است.
وی همچنین در تیم ملی فوتبال Ecuador بازی کرده‌است.